# Grafschaft (Nadrenia-Palatynat)
Grafschaft – gmina bezzwiązkowa (niem. verbandsfreie Gemeinde) w Niemczech, w kraju związkowym Nadrenia-Palatynat, w powiecie Ahrweiler. Liczy 10 943 mieszkańców (31 grudnia 2009).